# Heavy Horses
Heavy Horses – jedenasty album w dorobku brytyjskiej grupy Jethro Tull, wydany w kwietniu 1978 roku.
Album jest uznawany za drugi z trylogii folk rockowych w dorobku grupy, chociaż wpływy ludowe są również obecne w wielu innych produkcjach Jethro Tull. W przeciwieństwie do poprzedniego albumu studyjnego, Songs from the Wood, album porzuca większość ludowej warstwy lirycznej na rzecz bardziej realistycznej perspektywy zmieniającego się świata. Podobnie brzmienie w porównaniu z poprzednim albumem jest ostrzejsze. Album osiągnął dziewiętnaste miejsce w amerykańskim rankingu Billboard 200 oraz dwudzieste w rankingu UK Albums Chart. Za trzeci album z trylogii folk rockowej uznawany jest Stormwatch.
Heavy Horses to ostatni album Jethro Tull, w którym basista John Glascock nagrywał partie muzyczne do wszystkich utworów.
Album doczekał się zremasterowanej w 2003 roku edycji, rozszerzonej o dwa dodatkowe utwory, które wcześniej były publikowane w zestawie 20 Years of Jethro Tull oraz albumie Nightcap.

## Lista utworów
Strona A
| 1. | "...And the Mouse Police Never Sleeps" | 3:11  |
|    |                                        |       |
| 2. | "Acres Wild"                           | 3:22  |
|    |                                        |       |
| 3. | "no Lullaby"                           | 7:55  |
|    |                                        |       |
| 4. | "Moths"                                | 3:24  |
|    |                                        |       |
| 5. | "Journeyman"                           | 3:55  |
|    |                                        |       |
|    |                                        | 21:47 |
|    |                                        |       |
Strona B
| 1. | "Rover"           | 4:17  |
|    |                   |       |
| 2. | "One Brown Mouse" | 3:21  |
|    |                   |       |
| 3. | "Heavy Horses"    | 8:58  |
|    |                   |       |
| 4. | "Weathercock"     | 4:02  |
|    |                   |       |
|    |                   | 20:38 |
|    |                   |       |
Utwory bonusowe (CD)
| 1. | "Living in These Hard Times" | 3:10  |
|    |                              |       |
| 2. | "Broadford Bazaar"           | 3:38  |
|    |                              |       |
|    |                              | 06:48 |
|    |                              |       |
W odróżnieniu od wersji oryginalnej, w utworze "Rover" z 2003 roku została usunięta partia smyczkowa.

## Muzycy
- Ian Anderson: flet poprzeczny, mandolina, gitara akustyczna, fujarki, wokal
- Martin Barre: gitara elektryczna
- Barriemore Barlow: perkusja
- John Evan: organy, fortepian
- David Palmer: instrumenty klawiszowe, organy, aranżacje orkiestrowe
- John Glascock: gitara basowa, wokal

Gościnnie:
- Darryl Way: skrzypce w utworach "Acres Wild" oraz "Heavy Horses".